# Stulp

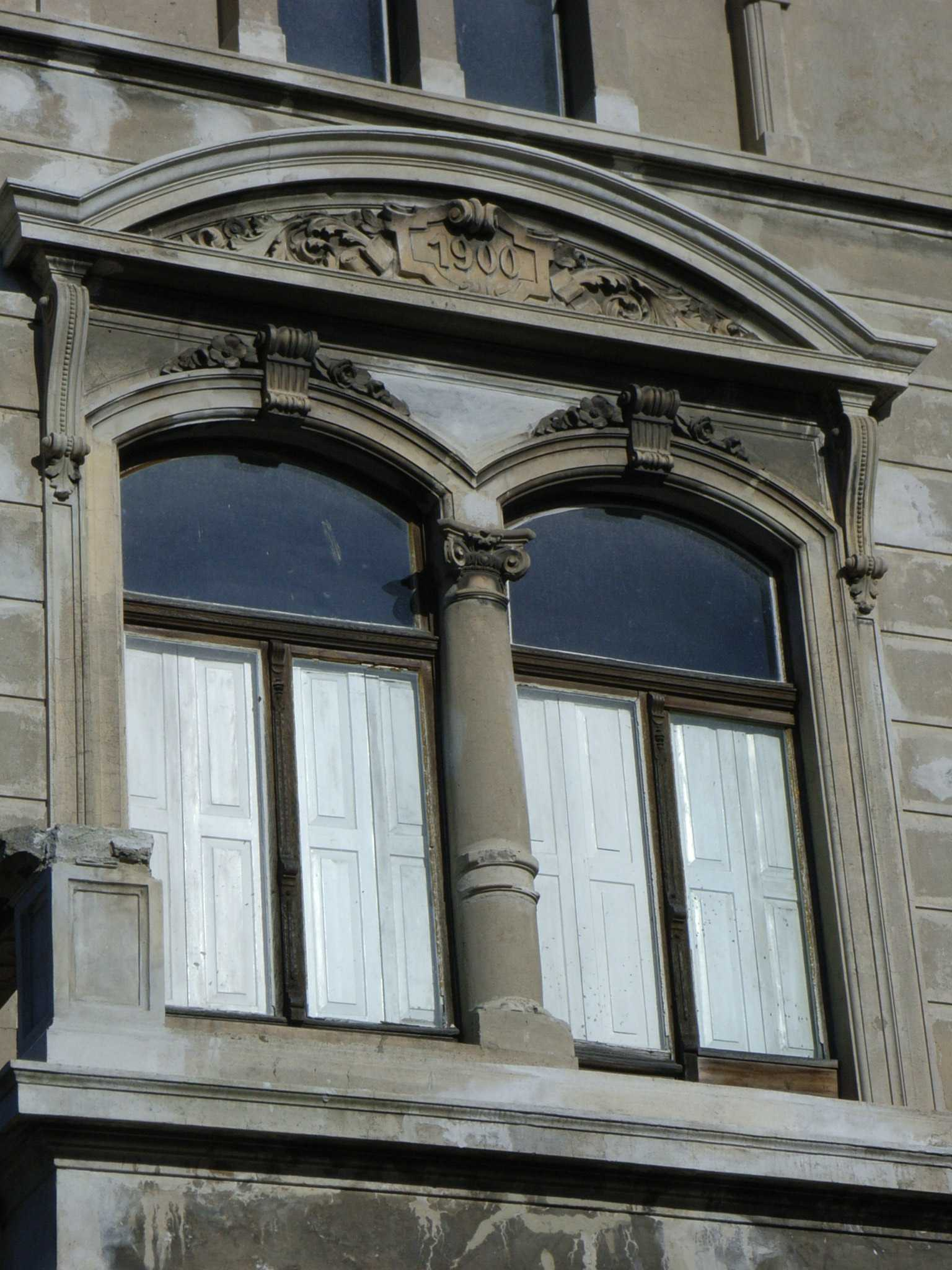
Zwei zweiflügelige Fenster mit Stulp und Kämpfer. Dazwischen steht eine Säule aus Naturstein.

Der Stulp ist eine senkrechte, oft profilierte Leiste mittig zwischen den Flügeln eines zweiflügeligen Fensters oder einer Doppeltür. Der Stulp überdeckt den Überschlag (die Überfalzung) zwischen beiden Flügeln und wird auch als loser Pfosten bezeichnet.
Stulpflügel, Stulpenflügel, Bedarfsflügel oder Standflügel heißt derjenige Flügel, der im Regelfall geschlossen bleibt und als Anschlag für den anderen Flügel dient, der als Gangflügel bezeichnet wird. Bei traditionellen Konstruktionen kann der Stulpflügel erst geöffnet werden, wenn der andere Gangflügel bereits offen ist. Wenn beide Türflügel mit Türschließern ausgerüstet sind, so werden die Türschließer oft über eine Schließfolgeregelung miteinander gekoppelt. Dabei handelt es sich um ein Gestänge, das dafür sorgt, dass der Stulpflügel vor dem Gangflügel schließt.
Das Bild rechts zeigt eine Fenstereinheit. Von außen ist der Stulpflügel nicht vom primären Fensterflügel zu unterscheiden. Der horizontal verlaufende Kämpfer trennt das Oberfenster von den unteren Fensterflügeln. Andernfalls würde die Überfalzung im Stulpbereich verhindern, dass der Stulpflügel vollständig schließt.
Vor der Einführung von Tür- und Fensterflügeln mit losem Pfosten wurden mehrflügelige Fenster durch einen Quer- oder Kreuzstock mit festem Kämpfer und Pfosten unterteilt.
Insbesondere im Möbelbau wird eine als Anschlag im Stulpbereich auf Stand- oder Gangflügel gesetzte Leiste als Schlagleiste bezeichnet.